# Bu Jianguo
Bu Jianguo (chiń. 布建国) – ambasador Chińskiej Republiki Ludowej w Wientianie (Laos). Pełnił tę funkcję od marca 2010 do maja 2013.